# Pollux (schip, 1941)
De Pollux is een replica van een 3-mastbark zeilschip van omstreeks 1850. Het was jarenlang in gebruik als opleidingsschip voor matrozen van de koopvaardij met als ligplaats Amsterdam.
Het schip werd gebouwd op de werf van rederij Verschure en is op 11 september 1940 te water gelaten. In januari 1941 werd het in gebruik genomen als zesde opleidingsschip voor het in 1849 door de Koninklijke Nederlandsche Zeil en Roeivereeniging opgerichte Matrozen Instituut, de latere Lagere Zeevaartschool Pollux. Het schip lag van 1940 tot 1984 afgemeerd aan het Oosterdok te Amsterdam. In 1969 werd het schip voorzien van nieuwe masten. In 1973 werd de Pollux gebruikt als opnamelokatie voor de kinderserie Peppi en Kokki. De opnames werden gemaakt voor de intro en voor een paar afleveringen. Als opleidingsschip deed het dienst tot 1989.
In 1989 is de Pollux verplaatst naar IJmuiden waar het tot 1991 in gebruik was als internaatschip. Sinds 2012 is het schip na restauratie terug in Amsterdam, het ligt in het IJ bij het vroegere NDSM terrein. In 2013 heeft de Pollux een andere plek gekregen aan de NDSM-pier. In 2014 is het schip verkocht aan de eigenaar van het Amstel Botel en werd tussen 8 januari en 25 maart 2015 gerenoveerd bij Scheepswerf Brouwer in Zaandam. In 2015 werd het nieuwe Indo ~ Asian Restaurant aan boord Pollux Pacific geopend. Nadien heeft er nog enige jaren een ander restaurant in gezeten. Vanaf 2020 is de horeca op het schip gesloten. Er vinden ook geen reünies van de "Vrienden van de Pollux" meer plaats. 

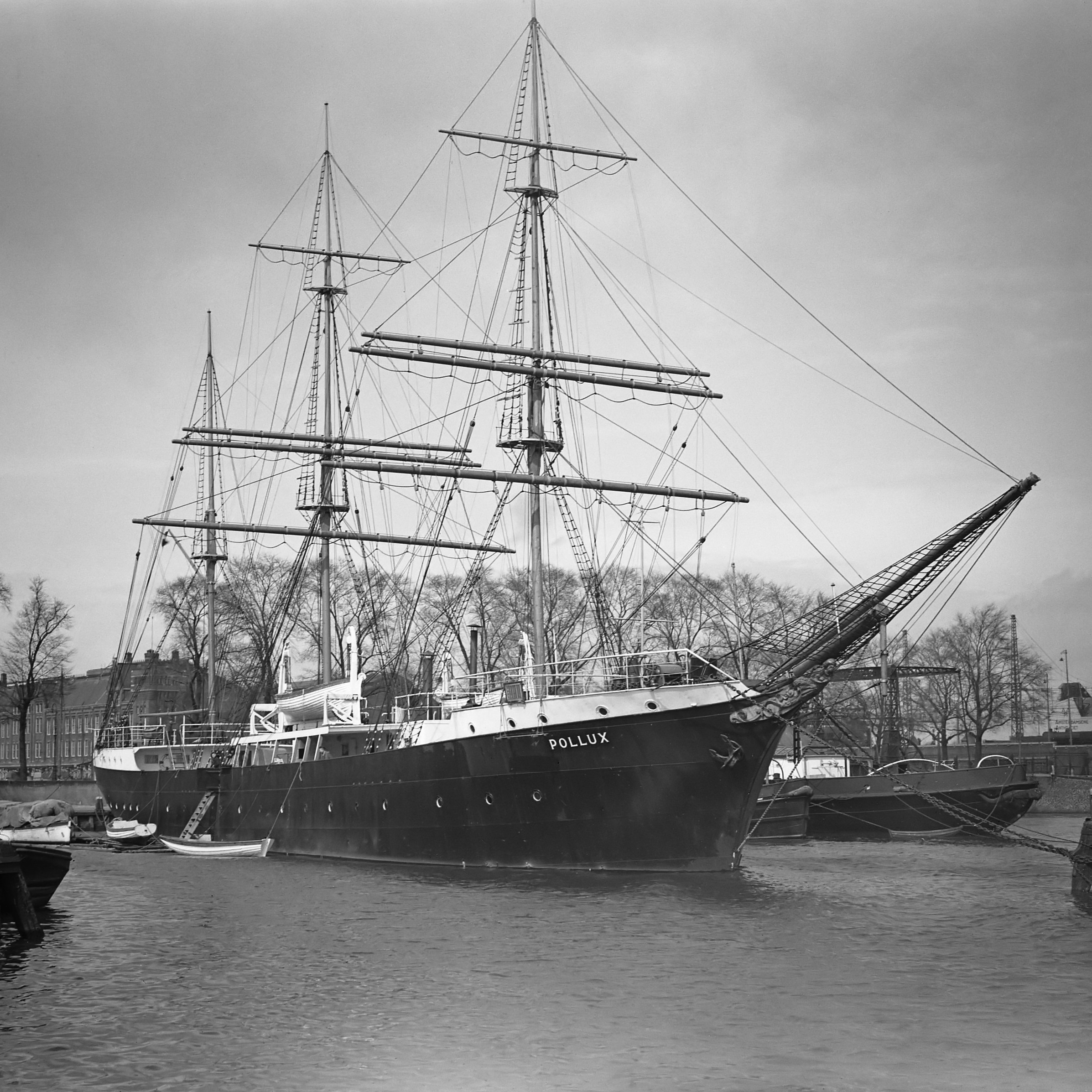
Pollux (1949)
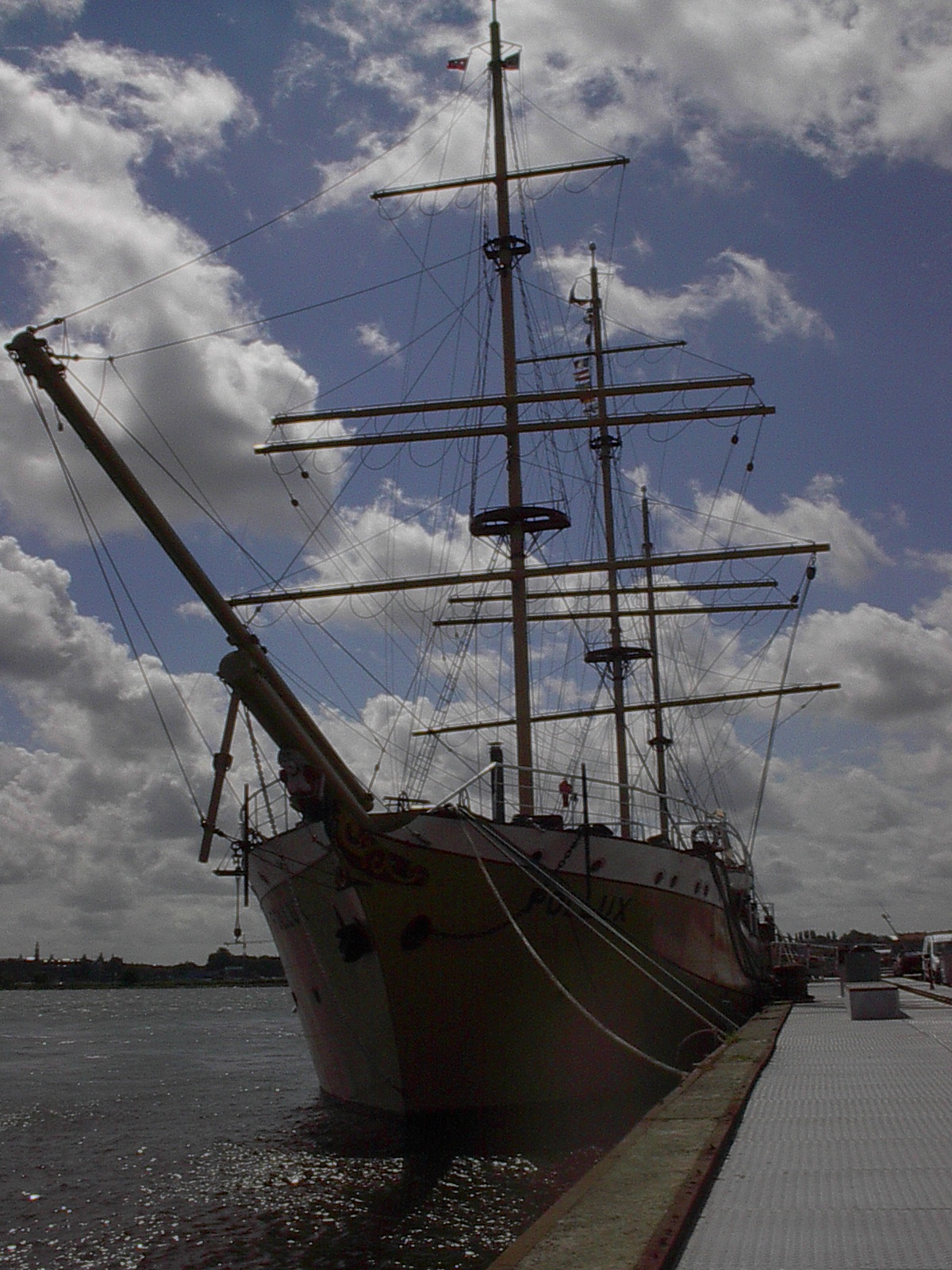
Pollux in 2012
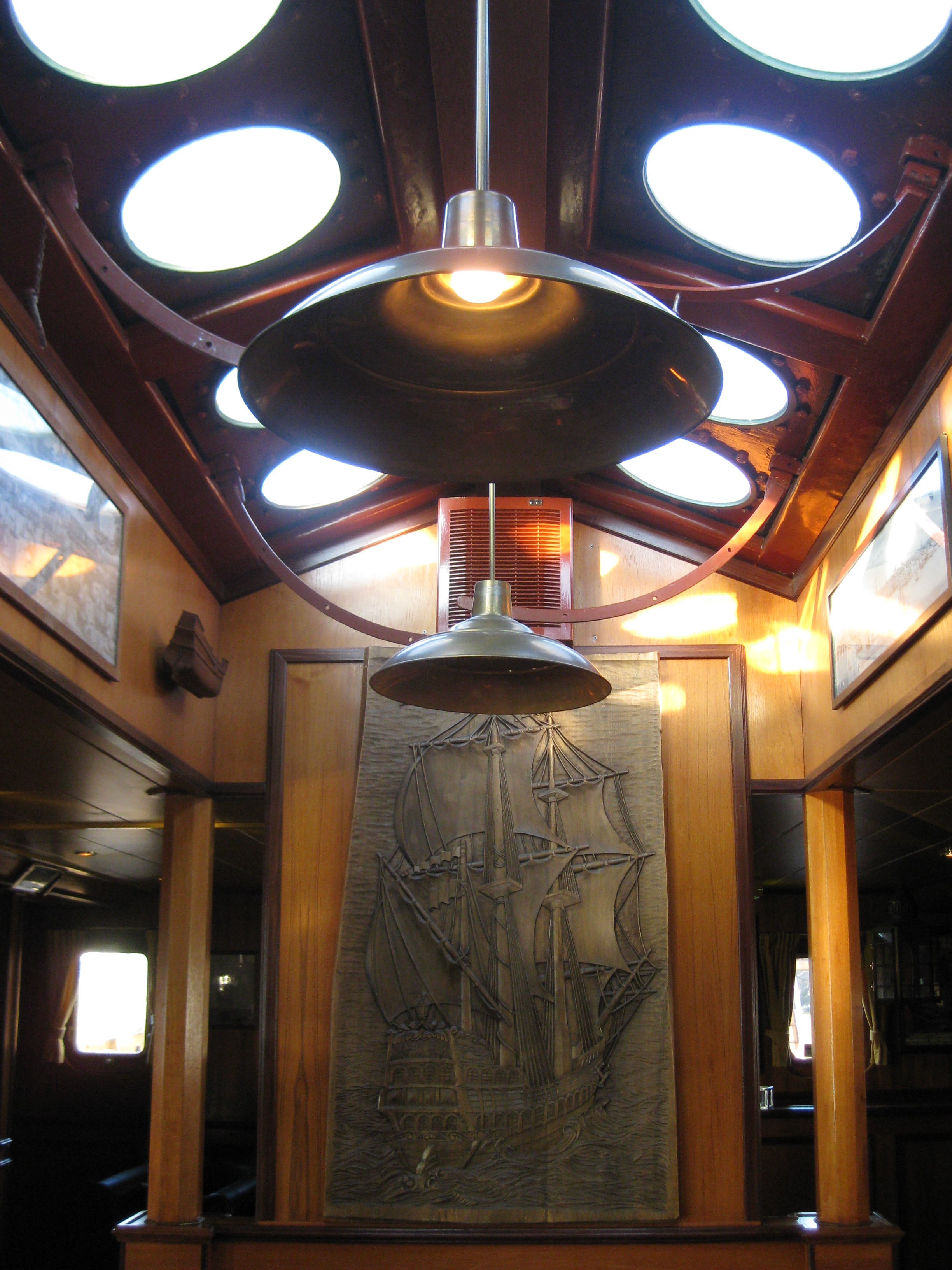
Interieur
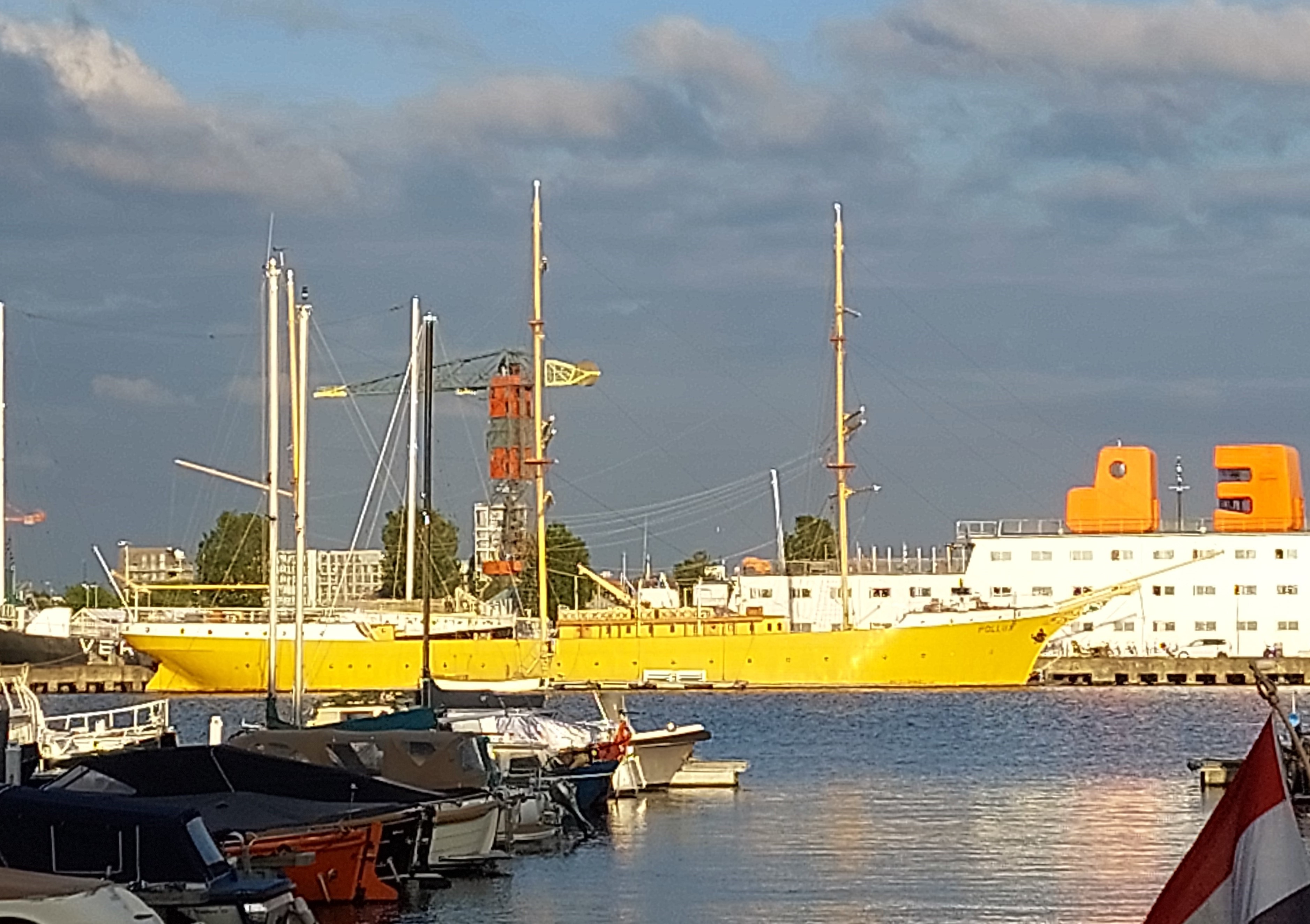
Pollux in 2022
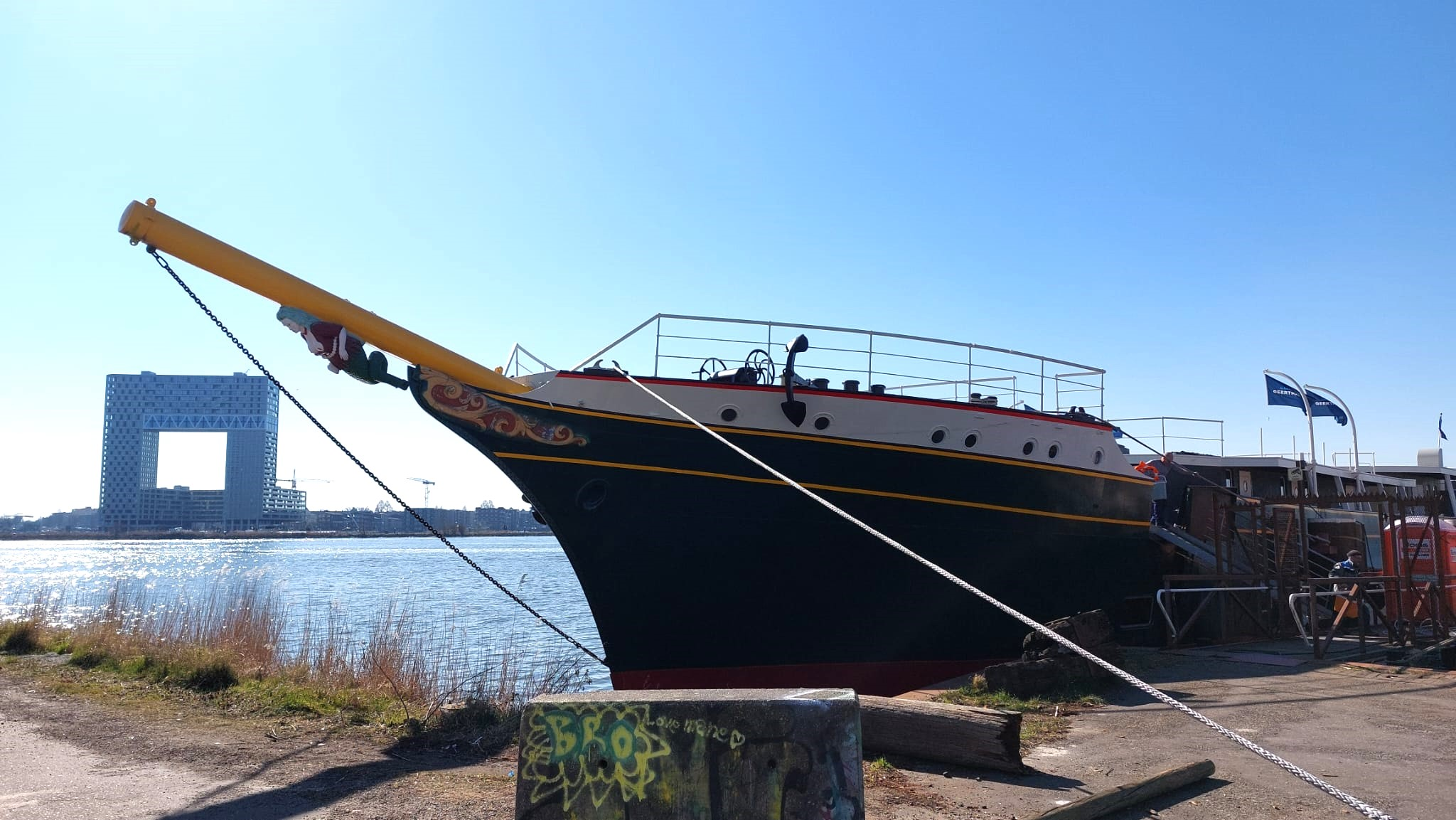
Pollux terug in Amsterdam (maart 2025)
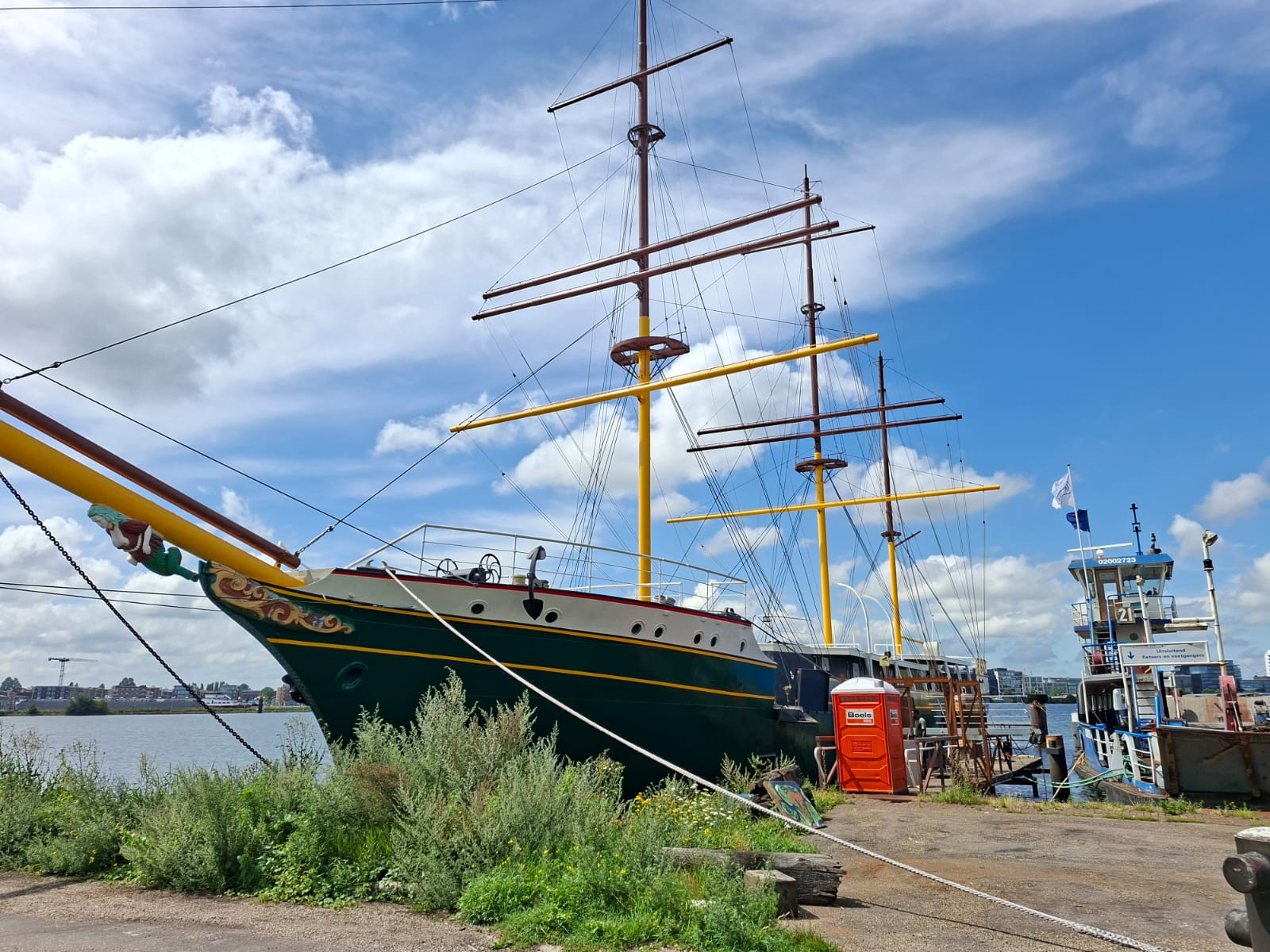
Pollux met nieuwe masten (juli 2025)
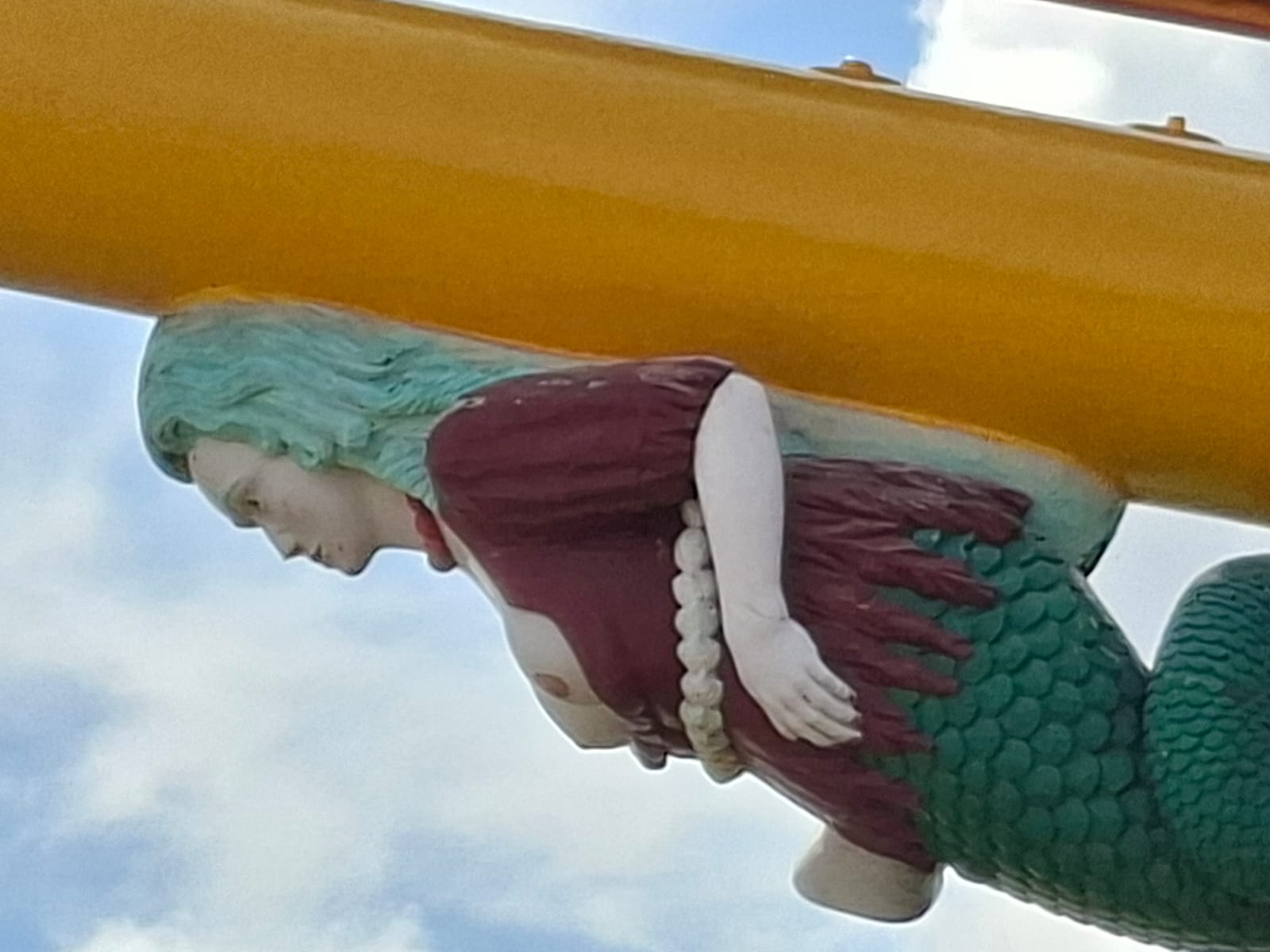
Boegbeeld

## Referentie
- Vrienden van de Pollux